# Adolf Herckenrath
Adolf Polydoor Herckenrath (Aalst, 2 juni 1879 - Gent, 4 juli 1958) was een Vlaams dichter, toneelschrijver, uitgever en boekhandelaar. Hij verwierf niet alleen bekendheid door zijn eigen werk maar ook door zijn jeugdvriendschap met Karel van de Woestijne, die aan hem zijn bekende Laethemse brieven over de lente (1901) schreef.

## Biografie
Herckenrath studeerde enige tijd Germaanse filologie in Gent, zonder de opleiding te voltooien, en was daarna werkzaam als uitgever en handelaar in boeken. Zijn eerste gedichten publiceerde Herckenrath, daartoe aangemoedigd door Van de Woestijne, in het jongerentijdschrift Alvoorder en in september 1901 in Van Nu en Straks. In september 1902 aanvaardde hij het hoofdredacteurschap van Het Kunstblad, een positie die tot dan toe door Van de Woestijne werd vervuld. Verder werkte hij in die jaren mee aan de Almanak van studentgenootschap "‘t Zal wel gaan" en schreef hij recensies voor het Tijdschrift van het Willemsfonds (later De Vlaamse Gids).
In 1904 publiceerde hij Vlaamsche Oogst, een bloemlezing uit het werk van de dichters die tot de kring rond Van Nu en Straks hadden behoord. In datzelfde jaar begon hij zijn activiteiten als uitgever.
Hij richtte in 1907 onder de titel Nieuw Leven een tijdschrift op, dat tot 1910 verscheen. Het was in deze periode dat zijn eerste bundel verscheen: Stille festijnen (1909). Voor dit werk, waarin de invloed van Van De Woestijne nog duidelijk zichtbaar is, ontving Herckenrath de Prijs van de provincie Brabant.
Hierna bleven publicaties van zijn hand lange tijd uit. Pas in de jaren dertig verscheen zijn volgende werk: de dichtbundel Van licht en schaduw (1932). In het interbellum was hij als docent en bestuurslid werkzaam voor de Gentse toneelopleiding. In 1938 was hij betrokken bij de oprichting van Pan, de Kring van Oost-Vlaamse Letterkundigen.
Na wederom een lange tussenpauze publiceerde Herckenrath in de jaren veertig nog enkele toneelstukken: Memling (1946), De pestilentie van Katwijk (1947) en Heer Halewijn (1947). In deze periode was hij tevens voorzitter van de Vereniging tot Bevordering van het Vlaamse Boekwezen.
In 1956 verscheen Gedichten. Een keur, een door M. Rutten samengestelde bloemlezing uit het werk van Herckenrath.
In 1958 overleed hij na een ongelukkige val in zijn boekhandel in de Veldstraat in Gent.

## Werk
- Vlaamsche oogst (bloemlezing, 1904)
- Stille festijnen (1909)
- Van licht en schaduw (1932)
- Avondvlam (1940)
- Maandkalender (1945)
- Drie cantieken (1946)
- Memling (1946)
- De pestilentie van Katwijk (1949)
- Heer Halewijn (1949)